# Spanische Gebirgseidechse
Die Spanische Gebirgseidechse (Iberolacerta cyreni) ist eine Eidechsenart, die in Zentralspanien in den Gebirgen Sierra de Guadarrama und Sierra de Gredos in Höhen zwischen 1300 und 2500 Meter vorkommt. 

## Merkmale
Die Spanische Gebirgseidechse ähnelt der Iberischen Gebirgseidechse (Iberolacerta monticola). Sie hat einen kräftigen, abgeflachten Körper, ist mittelgroß und erreicht eine Gesamtlänge von 18 bis 23 cm. Auch der Kopf ist flach, der Schwanz lang. Die Männchen besitzen eine variable Rückenzeichnung mit einem Muster aus schwarzen, mehr oder weniger zusammenhängenden Flecken. Grundfarbe ist grün oder grünbraun, seltener braun. Die Flanken sind dunkler, oft zeigen sich blaue Schulterflecken. Weibchen sind einfarbig braun mit einem dunklen Streifen auf den Seiten. Die Unterseite ist bei beiden Geschlechtern weißlich bis grünlich und nur wenig gefleckt. Jungtiere haben einen blauen Schwanz.

## Lebensweise
Die Spanische Gebirgseidechse lebt nur im Gebirge in Höhen von 1300 bis 2500 Meter. Sie bewohnt Berghänge, die mit Gräsern und Sträuchern bewachsen sind, sowie relativ feuchte, mit Geröll gefüllte Senken und ernährt sich von kleinen Insekten und Spinnen. Die Tiere erreichen oft eine hohe Siedlungsdichte und sind relativ unempfindlich gegenüber langen Wintern und kühlen, feuchten Sommern. Die Männchen bilden Reviere, in denen meist mehrere Weibchen leben. Die Weibchen legen im Juli oder August drei bis acht Eier, die bis zum Schlupf der Jungen etwa zwei Monate im Boden verbleiben.

## Unterarten
- Iberolacerta cyreni castilliana (Arribas 1996), Sierra de Gredos
- Iberolacerta cyreni cyreni (Müller & Hellmich 1937), Sierra de Guadarrama

Eine früher zur Spanischen Gebirgseidechse gezählte dritte Unterart gilt jetzt als eigenständige Art (Martinez-Rica-Gebirgseidechse (Iberolacerta martinezricai)).